# Kilju
Kilju (kor. 길주군, Kilju-gun) – powiat w Korei Północnej, w południowej części prowincji Hamgyŏng Północny. W 2008 roku liczył 139 932 mieszkańców. Graniczy z powiatami Myŏngch'ŏn od wschodu, Myŏnggan i Ŏrang od północy, z miastem Kimch’aek i powiatem Hwadae od południa, a także z miastem Tanch'ŏn (prowincja Hamgyŏng Południowy) i powiatem Paek’am (prowincja Ryanggang) od zachodu. Północno-zachodnia część powiatu jest górzysta, powiat znajduje się na pograniczu gór Hamgyŏng i Maryŏng. Średnia roczna temperatura wynosi 7,5 °C (–7,6 °C w styczniu oraz 22,2 °C w sierpniu). Przez powiat przebiega najdłuższa w kraju, łącząca Pjongjang i strefę ekonomiczną Rasŏn linia kolejowa P’yŏngna, a także jej odgałęzienie – linia Paekdusan Ch'ŏngnyŏn (Linia im. Młodzieży z Góry Paektu), łącząca Kilju i stolicę prowincji Ryanggang, Hyesan.

## Historia
Powiat Kilju powstał w 1895 roku, wówczas był częścią jednej prowincji Hamgyŏng, obecnie podzielonej na część Północną i Południową. W czasie okupacji japońskiej, na terenie powiatu znajdowały się zakłady produkujące sprzęt telekomunikacyjny, a także elektrownie. W grudniu 1952 roku część terenów powiatu trafiła w granice administracyjne innych powiatów. Stało się tak z miejscowością (kor. myŏn) Tonghae i Yangsa (pierwsza stała się częścią powiatu Hwadae, druga trafiła do powiatu Samsa i obecnie jest częścią tamtejszej dzielnicy robotniczej Paek’am).

## Podział administracyjny powiatu
W skład powiatu wchodzą następujące jednostki administracyjne:
| Nazwa jednostki administracyjnej | Rodzaj jednostki administracyjnej | Chosŏn’gŭl   | Hancha       |
| -------------------------------- | --------------------------------- | ------------ | ------------ |
| Kilju-ŭp                         | miasteczko                        | 길주읍       | 吉州邑       |
| Ju’nam-rodongjagu                | dzielnica pracownicza             | 주남로동자구 | 洲南勞動者區 |
| Ilsin-rodongjagu                 | dzielnica pracownicza             | 일신로동자구 | 日新勞動者區 |
| Ryongdam-rodongjagu              | dzielnica pracownicza             | 룡담로동자구 | 龍潭勞動者區 |
| Yŏngbuk-rodongjagu               | dzielnica pracownicza             | 영북로동자구 | 營北勞動者區 |
| Yŏngnam-rodongjagu               | dzielnica pracownicza             | 영남로동자구 | 營南勞動者區 |
| Ch'ŏng’am-ri                     | wieś                              | 청암리       | 靑岩里       |
| Ch’unhŭng-ri                     | wieś                              | 춘흥리       | 春興里       |
| Happ’o-ri                        | wieś                              | 합포리       | 合浦里       |
| Hongsu-ri                        | wieś                              | 홍수리       | 紅繡里       |
| Kŭmch'ŏn-ri                      | wieś                              | 금천리       | 錦川里       |
| Kŭmsong-ri                       | wieś                              | 금송리       | 金松里       |
| Moksŏng-ri                       | wieś                              | 목성리       | 木城里       |
| Mun’am-ri                        | wieś                              | 문암리       | 門岩里       |
| Namyang-ri                       | wieś                              | 남양리       | 南陽里       |
| Onch'ŏn-ri                       | wieś                              | 온천리       | 溫泉里       |
| Pong’am-ri                       | wieś                              | 봉암리       | 鳳岩里       |
| P’unggye-ri                      | wieś                              | 풍계리       | 豊溪里       |
| P’yŏngnyuk-ri                    | wieś                              | 평륙리       | 坪六里       |
| Rimdong-ri                       | wieś                              | 림동리       | 林洞里       |
| Ryongsŏng-ri                     | wieś                              | 룡성리       | 龍城里       |
| Ryuch'ŏn-ri                      | wieś                              | 류천리       | 柳川里       |
| Sangha-ri                        | wieś                              | 상하리       | 上下里       |
| Sindong-ri                       | wieś                              | 신동리       | 新洞里       |
| Sib’il-ri                        | wieś                              | 십일리       | 十一里       |
| Ssangryong-ri                    | wieś                              | 쌍룡리       | 雙龍里       |
| T’apyang-ri                      | wieś                              | 탑양리       | 塔陽里       |
| Tŏksin-ri                        | wieś                              | 덕신리       | 德新里       |